# Зміїний (Ленінградська область)
Зміїний (рос. Змеиный) — селище у Всеволожському районі Ленінградської області Російської Федерації.
Населення становить 10 осіб. Належить до муніципального утворення Рах'їнське міське поселення.

## Історія
Від 1 серпня 1927 року належить до Ленінградської області.

## Населення
| 2007 | 2010 | 2017 |
| ---- | ---- | ---- |
| 10   | ↗25  | ↘10  |